# Microsoft Certified Technology Specialist

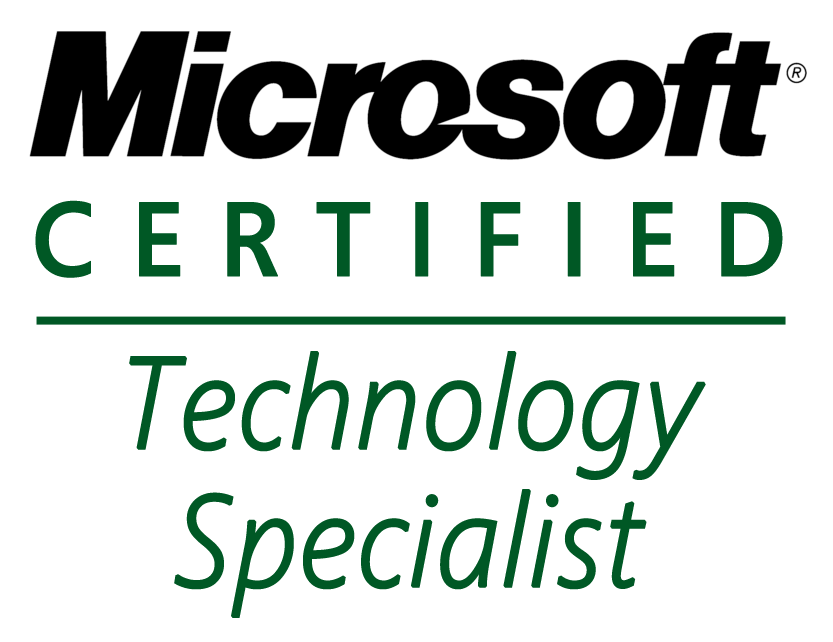
Logo

Microsoft Certified Technology Specialist is een nieuwe certificatie van Microsoft, geïntroduceerd bij Windows Server 2008. Het vervangt het vroegere Microsoft Certified Professional.